# Lijst van weerrecords
Dit is een lijst van officiële metingen van extreme temperaturen, wereldwijd en per regio, gemeten door een officieel weerstation.

## Temperatuur

### Temperatuurrecords Wereldwijd

#### Wereldrecord hoogste temperatuur ooit gemeten
- 56,7°C, op 10 juli 1913, in Furnace Creek, Death Valley, Verenigde Staten[1]

→ Soms wordt nog onterecht 57,7°C als wereldrecord vermeld, wat op 13 september 1922 in Azizia (Libië) gemeten zou zijn. Deze meting is echter onbetrouwbaar gebleken vanwege systematische fouten.

#### Wereldrecord laagste temperatuur ooit gemeten
- ~−98°C, tijdens de winters van 2004 tot en met 2016 in de maanden juli en augustus, in het gebergte van Antarctica[4]. Metingen via satellieten hebben deze minimumtemperaturen gemeten op verschillende ver uit elkaar liggende laagtes in het gebergte, waaruit geconcludeerd zou kunnen worden dat dit min of meer de ondergrens is van de temperaturen die op aarde mogelijk zijn.

#### Records per continent
| Continent     | Warmste | Warmste          | Warmste                                       | Koudste | Koudste          | Koudste                       |
| ------------- | ------- | ---------------- | --------------------------------------------- | ------- | ---------------- | ----------------------------- |
| Afrika        | 55,0°C  | 7 juli 2019      | Kébili, Tunesië                               | −23,9°C | 11 februari 1935 | Ifrane, Marokko               |
| Antarctica    | 18,3°C  | 6 februari 2020  | Esperanza-Basis                               | ~−98°C  | juli en augustus | Antarctisch plateau           |
| Azië          | 54,0°C  | 21 juli 2016     | Mitribah, Koeweit                             | −67,8°C | 7 februari 1892  | Verchojansk, Jakoetië,Rusland |
| Azië          | 54,0°C  | 28 mei 2017      | Turbat, Pakistan                              | −67,8°C | 6 februari 1933  | Ojmyakon, Jakoetië,Rusland    |
| Europa        | 48,8°C  | 11 augustus 2021 | Syracuse, op Sicilië, Italië                  | −58,1°C | 31 december 1978 | Ust-Shchuger, Rusland         |
| Noord-Amerika | 56,7°C  | 10 juli 1913     | Furnace Creek, Death Valley, Verenigde Staten | −69,6°C | 22 december 1991 | Klinck, Groenland             |
| Oceanië       | 50,7°C  | 7 januari 1906   | Mildura Post Office                           | −25,6°C | 17 juli 1903     | Ranfurly, Nieuw-Zeeland       |
| Oceanië       | 50,7°C  | 2 januari 1960   | Oodnadatta                                    | −25,6°C | 17 juli 1903     | Ranfurly, Nieuw-Zeeland       |
| Oceanië       | 50,7°C  | 12 januari 2022  | Onslow                                        | −25,6°C | 17 juli 1903     | Ranfurly, Nieuw-Zeeland       |
| Zuid-Amerika  | 48,9°C  | 11 december 1905 | Rivadavia                                     | −32,8°C | 1 juni 1907      | Sarmiento, Chubut, Argentinië |

#### Records in de Benelux
| Land      | Warmste | Warmste      | Warmste                      | Koudste | Koudste         | Koudste                        |
| --------- | ------- | ------------ | ---------------------------- | ------- | --------------- | ------------------------------ |
| België    | 41,8°C  | 25 juli 2019 | Begijnendijk, Vlaams Brabant | −30,1°C | 20 januari 1940 | Vallei van de Lesse, Rochefort |
| Luxemburg | 40,8°C  | 25 juli 2019 | Steinsel, Kanton Luxemburg   | −24,6°C | 2 februari 1956 | Wiltz, Kanton Wiltz            |
| Nederland | 40,7°C  | 25 juli 2019 | Gilze-Rijen, Noord-Brabant   | −27,4°C | 27 januari 1942 | Winterswijk, Gelderland        |

→ Soms wordt voor het Nederlandse hoogste temperatuurrecord nog onterecht 42,9°C vermeld, wat op 25 juli 2019 in Deelen (Gelderland) gemeten zou zijn. Deze meting is echter als ongeldig verklaard door het KNMI, aangezien de stijging in de temperatuur die er plaatsvond meteorologisch niet verklaard kan worden en weerstations in de omgeving niet zo'n hoge temperatuur maten.)

### Temperatuurrecords per land

#### Europa
| Land                | Warmste | Warmste          | Warmste                     | Koudste | Koudste          | Koudste                        |
| ------------------- | ------- | ---------------- | --------------------------- | ------- | ---------------- | ------------------------------ |
| Duitsland           | 41,2°C  | 25 juli 2019     | Duisburg-Baerl & Tönisvorst | −45,9°C | 24 december 2001 | Funtensee, bij Berchtesgaden   |
| Frankrijk           | 45,9°C  | 28 juni 2019     | Gallargues-le-Montueux      | −41,0°C | 17 januari 1985  | Mouthe                         |
| Italië              | 48,8°C  | 11 augustus 2021 | Siracusa (Sicilië)          | −49,6°C | 10 februari 2013 | Pale di San Martino            |
| Spanje              | 47,6°C  | 14 augustus 2021 | La Rambla, Córdoba          | −35,8°C | 7 januari 2021   | Vega de Liordes                |
| Zwitserland         | 41,5°C  | 11 augustus 2003 | Grono                       | −41,8°C | 12 januari 1987  | La Brévine                     |
| Oostenrijk          | 40,5°C  | 8 augustus 2013  | Bad Deutsch-Altenburg       | −52,6°C | 19 februari 1932 | Grünloch                       |
| Denemarken          | 36,4°C  | 10 augustus 1975 | Holstebro                   | −31,2°C | 8 januari 1982   | Thisted                        |
| Verenigd Koninkrijk | 40,3°C  | 19 juli 2022     | Coningsby                   | −27,2°C | 10 januari 1982  | Braemar                        |
| Verenigd Koninkrijk | 40,3°C  | 19 juli 2022     | Coningsby                   | −27,2°C | 30 december 1995 | Altnaharra, Schotse Hooglanden |
| Ierland             | 33,5°C  | 16 juli 1876     | Dublin                      | −19,1°C | 16 januari 1881  | Markree Castle                 |
| Noorwegen           | 35,6°C  | 20 juni 1970     | Nesbyen                     | −51,4°C | 1 januari 1886   | Finnmark                       |
| Zweden              | 38,0°C  | 9 juli 1933      | Uppsala                     | −52,6°C | 2 februari 1966  | Vuoggatjålme, Lapland          |
| Zweden              | 38,0°C  | 29 juni 1947     | Måililla                    | −52,6°C | 2 februari 1966  | Vuoggatjålme, Lapland          |
| Griekenland         | 48,0°C  | 10 juli 1977     | Athene                      | −27,8°C | 27 januari 1963  | Ptolemaida                     |
| Cyprus              | 46,2°C  | 4 september 2020 | Athalassa                   | −12,8°C | 30 januari 1964  | Prodromos                      |
| Turkije             | 50,5°C  | 25 juli 2025     | Silopi                      | −46,4°C | 9 januari 1990   | Çaldiran                       |
| Portugal            | 47,4°C  | 1 augustus 2003  | Amareleja                   | −16,0°C | 16 januari 1945  | Penhas de Saúde                |
| Polen               | 40,6°C  | 7 augustus 2010  | Opole                       | −41,0°C | 11 januari 1940  | Siedlce                        |
| Tsjechië            | 40,4°C  | 20 augustus 2012 | Praag                       | −42,2°C | 11 februari 1929 | Litvínovic                     |
| Hongarije           | 41,9°C  | 20 juli 2007     | Kiskunhalas                 | −35,0°C | 16 februari 1940 | Miskolc                        |
| Oekraïne            | 42,0°C  | 12 augustus 2010 | Luhansk                     | −42,0°C | 8 januari 1935   | Luhansk                        |
| Rusland             | 45,4°C  | 12 juli 2010     | Utta                        | −70,7°C | 6 februari 1933  | Yakutsk                        |
| IJsland             | 30,5°C  | 22 juni 1939     | Djúpivogur                  | −37,9°C | 21 januari 1918  | Grímsstaoir                    |
| Servië              | 44,9°C  | 24 juli 2007     | Smederevska Palanka         | −39,8°C | 26 januari 2006  | Karajukica Bunari              |
| Kroatië             | 42,8°C  | 5 augustus 1981  | Ploče                       | −34,6°C | 13 januari 2003  | Gračac                         |
| Bulgarije           | 45,2°C  | 5 augustus 1916  | Sadovo                      | −38,3°C | 25 januari 1947  | Tran                           |
| Roemenië            | 44,5°C  | 10 augustus 1951 | Braila                      | −38,5°C | 25 januari 1942  | Bod                            |
| Slovenië            | 40,8°C  | 8 augustus 2013  | Cerklje ob Krki             | −34,5°C | 13 januari 1968  | Babno Polje                    |
| Malta               | 43,8°C  | 9 augustus 1999  | Valletta                    | −2,8°C  | 8 februari 2012  | Zebbug                         |
| San Marino          | 40,3°C  | 3 augustus 2017  | Serravalle                  | −17,6°C | 9 januari 2017   | Dogana                         |
| San Marino          | 40,3°C  | 9 augustus 2017  | Serravalle                  | −17,6°C | 9 januari 2017   | Dogana                         |
| Liechtenstein       | 37,4°C  | 13 augustus 2003 | Ruggell                     | −28,8°C | 12 januari 1987  | Eschen                         |
| Andorra             | 39,4°C  | 28 juni 2019     | Borda Vidal                 | −22,7°C | 8 januari 2021   | Les Bons                       |
| Gibraltar           | 46,6°C  | 13 augustus 2021 | Westside                    | −6,6°C  | 4 januari 1960   | Westside                       |
| Montenegro          | 44,8°C  | 16 augustus 2007 | Podgorica                   | −22,8°C | 25 januari 2006  | Podgorica                      |
| Montenegro          | 44,8°C  | 8 augustus 2012  | Danilovgrad                 | −22,8°C | 25 januari 2006  | Podgorica                      |
| Macedonië           | 45,7°C  | 24 juli 2007     | Demir Kapija                | −31,5°C | 27 januari 1954  | Berovo                         |
| Albanië             | 44,7°C  | 22 juli 2007     | Tirana                      | −29,0°C | 9 januari 2017   | Shtylle                        |
| Armenië             | 43,7°C  | 1 augustus 2011  | Meghri                      | −41,6°C | 10 januari 1961  | Ashocq                         |
| Armenië             | 43,7°C  | 12 juli 2018     | Yerevan                     | −41,6°C | 10 januari 1961  | Ashocq                         |
| Georgië             | 43,3°C  | 1 augustus 2011  | Tbilisi                     | −37,5°C | 11 januari 1961  | Tbilisi                        |
| Finland             | 37,2°C  | 29 juli 2010     | Liperi                      | −51,5°C | 28 januari 1999  | Kittilä                        |
| Estland             | 35,6°C  | 11 augustus 1992 | Võru                        | −43,5°C | 17 januari 1940  | Jõgeva                         |
| Letland             | 37,8°C  | 4 augustus 2014  | Ventspils                   | −43,2°C | 8 februari 1956  | Daugavpils                     |
| Litouwen            | 37,5°C  | 30 juli 1994     | Zarasai                     | −42,9°C | 1 februari 1956  | Utena                          |
| Wit-Rusland         | 38,9°C  | 7 augustus 2010  | Gomel                       | −42,2°C | 17 januari 1940  | Voblast                        |
| Vaticaanstad        | 40,8°C  | 28 juni 2022     | Vaticaanstad                | −20,8°C | 8 januari 2017   | Vaticaanstad                   |
| Moldavië            | 42,4°C  | 7 augustus 2012  | Fălești                     | −35,5°C | 20 januari 1963  | Brătușeni                      |

#### Nederland
| Top 20 warmste dagen | Top 20 warmste dagen | Top 20 warmste dagen | Top 20 warmste dagen              |
| -------------------- | -------------------- | -------------------- | --------------------------------- |
| 1.                   | 40,7°C               | 25 juli 2019         | Gilze-Rijen                       |
| 2.                   | 40,1°C               | 26 juli 2019         | Volkel                            |
| 3.                   | 39,5°C               | 19 juli 2022         | Maastricht                        |
| 4.                   | 39,3°C               | 24 juli 2019         | Eindhoven                         |
| 5.                   | 39,0°C               | 2 juli 2025          | Maastricht                        |
| 6.                   | 38,6°C               | 23 augustus 1944     | Warnsveld                         |
| 7.                   | 38,4°C               | 27 juni 1947         | Maastricht                        |
| 8.                   | 38,2°C               | 2 juli 2015          | Maastricht                        |
| 8.                   | 38,2°C               | 26 juli 2018         | Arcen                             |
| 9.                   | 38,1°C               | 27 juli 2018         | Arcen & Westdorpe                 |
| 10.                  | 37,8°C               | 7 augustus 2003      | Arcen                             |
| 11.                  | 37,7°C               | 8 augustus 2003      | Arcen                             |
| 12.                  | 37,6°C               | 1 juli 2025          | Eindhoven                         |
| 13.                  | 37,2°C               | 12 augustus 2003     | Arcen                             |
| 14.                  | 37,1°C               | 19 juli 2006         | Westdorpe                         |
| 15.                  | 37,0°C               | 20 augustus 2009     | Ell                               |
| 15.                  | 37,0°C               | 8 augustus 2020      | Arcen                             |
| 16.                  | 36,9°C               | 2 augustus 2013      | Arcen                             |
| 17.                  | 36,8°C               | 4 juli 2015          | Arcen                             |
| 18.                  | 36,7°C               | 3 juli 1976          | Volkel                            |
| 18.                  | 36,7°C               | 19 augustus 2012     | Ell                               |
| 18.                  | 36,7°C               | 31 juli 2020         | Westdorpe                         |
| 19.                  | 36,6°C               | 7 augustus 2018      | Arcen, Eindhoven, Hupsel & Volkel |
| 20.                  | 36,5°C               | 19 juli 2014         | Hoek van Holland                  |
| 20.                  | 36,5°C               | 25 juni 2019         | Hupsel                            |

| Top 10 koudste nachten | Top 10 koudste nachten | Top 10 koudste nachten | Top 10 koudste nachten |
| ---------------------- | ---------------------- | ---------------------- | ---------------------- |
| 1                      | −27,4°C                | 27 januari 1942        | Winterswijk            |
| 2.                     | −26,8°C                | 16 februari 1956       | Uithuizermeeden        |
| 3.                     | −24,2°C                | 8 januari 1985         | Deelen                 |
| 4.                     | −23,8°C                | 31 december 1923       | Wolfheze               |
| 5.                     | −23,3°C                | 26 januari 1942        | De Bilt                |
| 6.                     | −23,2°C                | 15 februari 1956       | Deelen                 |
| 7.                     | −22,9°C                | 4 februari 2012        | Lelystad               |
| 8.                     | −22,0°C                | 5 januari 1979         | Eelde                  |
| 9.                     | −21,7°C                | 13 januari 1968        | Eindhoven              |
| 10.                    | −21,5°C                | 4 januari 1979         | Eelde                  |

##### Hoogste en laagste temperaturen per jaar 1995-2024
Deze lijst bestaat uit de hoogste en laagste temperaturen per jaar die zijn gemeten bij een KNMI-station van 1995 t/m 2024. 
| Jaar | Warmste | Warmste     | Warmste            | Koudste | Koudste     | Koudste      |
| ---- | ------- | ----------- | ------------------ | ------- | ----------- | ------------ |
| 1995 | 35,9°C  | 21 juli     | Arcen              | −15,5°C | 29 december | Soesterberg  |
| 1996 | 34,8°C  | 7 juni      | Volkel             | −21,0°C | 9 februari  | Twenthe      |
| 1997 | 34,1°C  | 25 augustus | Volkel             | −20,3°C | 2 januari   | Twenthe      |
| 1998 | 35,0°C  | 10 augustus | Oost-Maarland      | −13,0°C | 2 februari  | Woensdrecht  |
| 1999 | 32,7°C  | 2 augustus  | Hoek van Holland   | −15,4°C | 13 februari | Leeuwarden   |
| 2000 | 34,6°C  | 20 juni     | Arcen & Ell        | −11,3°C | 24 januari  | Twenthe      |
| 2001 | 34,2°C  | 26 augustus | Maastricht         | −17,0°C | 23 december | Nieuw-Beerta |
| 2002 | 34,9°C  | 30 juli     | Westdorpe          | −11,9°C | 4 januari   | Hupsel       |
| 2003 | 37,8°C  | 7 augustus  | Arcen              | −16,8°C | 9 januari   | Nieuw-Beerta |
| 2004 | 33,6°C  | 9 augustus  | Soesterberg        | −11,4°C | 3 januari   | Woensdrecht  |
| 2005 | 34,7°C  | 20 juni     | Gilze-Rijen        | −20,7°C | 4 maart     | Marknesse    |
| 2006 | 37,1°C  | 19 juli     | Westdorpe          | −11,8°C | 4 maart     | Heino        |
| 2007 | 32,9°C  | 15 juli     | Maastricht         | −9,8°C  | 22 december | Eindhoven    |
| 2008 | 34,3°C  | 2 juli      | Eelde              | −12,5°C | 31 december | Twenthe      |
| 2009 | 37,0°C  | 20 augustus | Ell                | −20,8°C | 6 januari   | Ell          |
| 2010 | 36,2°C  | 9 juli      | Arcen              | −16,9°C | 20 december | Lelystad     |
| 2011 | 34,5°C  | 28 juni     | Eindhoven & Hupsel | −8,5°C  | 30 januari  | Volkel       |
| 2012 | 36,7°C  | 19 augustus | Ell                | −22,9°C | 4 februari  | Lelystad     |
| 2013 | 36,9°C  | 2 augustus  | Arcen              | −18,0°C | 16 januari  | Herwijnen    |
| 2014 | 36,5°C  | 19 juli     | Hoek van Holland   | −9,1°C  | 28 december | Woensdrecht  |
| 2015 | 38,2°C  | 2 juli      | Maastricht         | −8,8°C  | 23 januari  | Wijk aan Zee |
| 2016 | 35,2°C  | 20 juli     | Eindhoven          | −12,3°C | 21 januari  | Nieuw-Beerta |
| 2017 | 35,2°C  | 22 juni     | Arcen              | −10,8°C | 23 januari  | Twenthe      |
| 2018 | 38,2°C  | 26 juli     | Arcen              | −10,5°C | 28 februari | Woensdrecht  |
| 2019 | 40,7°C  | 25 juli     | Gilze-Rijen        | −10,2°C | 20 januari  | Leeuwarden   |
| 2019 | 40,7°C  | 25 juli     | Gilze-Rijen        | −10,2°C | 21 januari  | Deelen       |
| 2019 | 40,7°C  | 25 juli     | Gilze-Rijen        | −10,2°C | 23 januari  | Hoogeveen    |
| 2020 | 37,0°C  | 8 augustus  | Arcen              | −6,7°C  | 30 november | Twenthe      |
| 2021 | 34,0°C  | 17 juni     | Hupsel             | −16,2°C | 9 februari  | Hupsel       |
| 2022 | 39,5°C  | 19 juli     | Maastricht         | −10,6°C | 14 december | Eelde        |
| 2023 | 34,8°C  | 9 juli      | Arcen              | −10,1°C | 1 december  | Leeuwarden   |
| 2024 | 34,9°C  | 13 augustus | Nieuw-Beerta       | −10,4°C | 18 januari  | Ell          |
| 2025 | 39,0°C  | 2 juli      | Maastricht         | −8,8°C  | 18 februari | Twenthe      |

##### Hoogste en laagste temperaturen per maand
Deze lijst bestaat uit de hoogste en laagste temperaturen per maand die zijn gemeten bij een KNMI-station. 
| Hoogste en laagste temperaturen per maand | Hoogste en laagste temperaturen per maand | Hoogste en laagste temperaturen per maand | Hoogste en laagste temperaturen per maand |
| ----------------------------------------- | ----------------------------------------- | ----------------------------------------- | ----------------------------------------- |
| Januari                                   | 16,9°C                                    | 1 januari 2023                            | Eindhoven                                 |
| Januari                                   | −27,4°C                                   | 27 januari 1942                           | Winterswijk                               |
| Februari                                  | 20,5°C                                    | 27 februari 2019                          | Arcen                                     |
| Februari                                  | −26,8°C                                   | 16 februari 1956                          | Uithuizermeeden                           |
| Maart                                     | 26,1°C                                    | 31 maart 2021                             | Arcen                                     |
| Maart                                     | −20,7°C                                   | 4 maart 2005                              | Marknesse                                 |
| April                                     | 32,2°C                                    | 21 april 1968                             | Venlo                                     |
| April                                     | −9,4°C                                    | 12 april 1986                             | Deelen                                    |
| Mei                                       | 35,6°C                                    | 24 mei 1922                               | Gemert & Sittard                          |
| Mei                                       | −5,4°C                                    | 9 mei 1944                                | Castricum                                 |
| Juni                                      | 38,4°C                                    | 27 juni 1947                              | Maastricht                                |
| Juni                                      | −1,2°C                                    | 2 juni 1975                               | Almen                                     |
| Juli                                      | 40,7°C                                    | 25 juli 2019                              | Gilze-Rijen                               |
| Juli                                      | 0,7°C                                     | 19 juli 1971                              | Dedemsvaart                               |
| Augustus                                  | 38,6°C                                    | 23 augustus 1944                          | Warnsveld                                 |
| Augustus                                  | 1,3°C                                     | 22 augustus 1973                          | Twenthe & Dedemsvaart                     |
| September                                 | 35,1°C                                    | 15 september 2020                         | Gilze-Rijen                               |
| September                                 | −3,7°C                                    | 20 september 1965                         | Twenthe                                   |
| Oktober                                   | 30,1°C                                    | 10 oktober 1921                           | Sittard                                   |
| Oktober                                   | −8,5°C                                    | 28 oktober 1928                           | Winterswijk                               |
| Oktober                                   | −8,5°C                                    | 28 oktober 1931                           | De Bilt                                   |
| Oktober                                   | −8,5°C                                    | 24 oktober 2003                           | Twenthe                                   |
| November                                  | 22,0°C                                    | 1 november 2014                           | Ell                                       |
| November                                  | −15,0°C                                   | 29 november 1921                          | De Bilt                                   |
| November                                  | −15,0°C                                   | 30 november 1921                          | De Bilt                                   |
| December                                  | 17,8°C                                    | 4 december 1953                           | Buchten                                   |
| December                                  | −22,0°C                                   | 31 december 1923                          | Eelde                                     |

##### Hoogste en laagste temperatuur van elk meetstation
Deze ranglijst is gebaseerd op alle weerstations die het KNMI op dit moment gebruikt om de temperaturen in Nederland te meten. Meetstations die in het verleden gebruikt zijn maar inmiddels zijn opgeheven, komen dus niet in deze lijst voor.
| Ranglijst van hoogste en laagste temperaturen per meetstation in Nederland | Ranglijst van hoogste en laagste temperaturen per meetstation in Nederland | Ranglijst van hoogste en laagste temperaturen per meetstation in Nederland | Ranglijst van hoogste en laagste temperaturen per meetstation in Nederland | Ranglijst van hoogste en laagste temperaturen per meetstation in Nederland | Ranglijst van hoogste en laagste temperaturen per meetstation in Nederland | Ranglijst van hoogste en laagste temperaturen per meetstation in Nederland | Ranglijst van hoogste en laagste temperaturen per meetstation in Nederland |
| -------------------------------------------------------------------------- | -------------------------------------------------------------------------- | -------------------------------------------------------------------------- | -------------------------------------------------------------------------- | -------------------------------------------------------------------------- | -------------------------------------------------------------------------- | -------------------------------------------------------------------------- | -------------------------------------------------------------------------- |
| 1.                                                                         | Gilze-Rijen                                                                | 40,7°C                                                                     | 25 juli 2019                                                               | 1.                                                                         | Volkel                                                                     | −25,2°C                                                                    | 16 februari 1956                                                           |
| 2.                                                                         | Westdorpe                                                                  | 40,6°C                                                                     | 25 juli 2019                                                               | 2.                                                                         | De Bilt                                                                    | −24,7°C                                                                    | 27 januari 1942                                                            |
| 3.                                                                         | Eindhoven                                                                  | 40,4°C                                                                     | 25 juli 2019                                                               | 3.                                                                         | Deelen                                                                     | −24,2°C                                                                    | 8 januari 1985                                                             |
| 3.                                                                         | Hupsel                                                                     | 40,4°C                                                                     | 25 juli 2019                                                               | 4.                                                                         | Eelde                                                                      | −22,9°C                                                                    | 16 februari 1956                                                           |
| 4.                                                                         | Wilhelminadorp                                                             | 40,3°C                                                                     | 25 juli 2019                                                               | 4.                                                                         | Lelystad                                                                   | −22,9°C                                                                    | 4 februari 2012                                                            |
| 5.                                                                         | Arcen                                                                      | 40,2°C                                                                     | 25 juli 2019                                                               | 5.                                                                         | Marknesse                                                                  | −22,8°C                                                                    | 4 februari 2012                                                            |
| 5.                                                                         | Twenthe                                                                    | 40,2°C                                                                     | 25 juli 2019                                                               | 6.                                                                         | Berkhout                                                                   | −21,9°C                                                                    | 4 februari 2012                                                            |
| 5.                                                                         | Woensdrecht                                                                | 40,2°C                                                                     | 25 juli 2019                                                               | 7.                                                                         | Twenthe                                                                    | −21,8°C                                                                    | 16 februari 1956                                                           |
| 6.                                                                         | Volkel                                                                     | 40,1°C                                                                     | 26 juli 2019                                                               | 7.                                                                         | Twenthe                                                                    | −21,8°C                                                                    | 8 januari 1985                                                             |
| 7.                                                                         | Maastricht                                                                 | 39,6°C                                                                     | 25 juli 2019                                                               | 8.                                                                         | Eindhoven                                                                  | −21,7°C                                                                    | 13 januari 1968                                                            |
| 8.                                                                         | Heino                                                                      | 39,3°C                                                                     | 25 juli 2019                                                               | 9.                                                                         | Herwijnen                                                                  | −21,4°C                                                                    | 4 februari 2012                                                            |
| 9.                                                                         | Ell                                                                        | 39,2°C                                                                     | 25 juli 2019                                                               | 9.                                                                         | Maastricht                                                                 | −21,4°C                                                                    | 14 februari 1929                                                           |
| 9.                                                                         | Deelen                                                                     | 39,2°C                                                                     | 25 juli 2019                                                               | 10.                                                                        | Leeuwarden                                                                 | −20,9°C                                                                    | 15 februari 1956                                                           |
| 10.                                                                        | Hoogeveen                                                                  | 39,0°C                                                                     | 25 juli 2019                                                               | 10.                                                                        | Leeuwarden                                                                 | −20,9°C                                                                    | 17 februari 1956                                                           |
| 11.                                                                        | Hoek van Holland                                                           | 38,9°C                                                                     | 25 juli 2019                                                               | 11.                                                                        | Ell                                                                        | −20,8°C                                                                    | 6 januari 2009                                                             |
| 12.                                                                        | Marknesse                                                                  | 38,1°C                                                                     | 25 juli 2019                                                               | 12.                                                                        | Stavoren                                                                   | −20,3°C                                                                    | 4 februari 2012                                                            |
| 13.                                                                        | Nieuw-Beerta                                                               | 37,9°C                                                                     | 25 juli 2019                                                               | 13.                                                                        | Gilze-Rijen                                                                | −20,2°C                                                                    | 16 februari 1956                                                           |
| 14.                                                                        | Herwijnen                                                                  | 37,6°C                                                                     | 26 juli 2019                                                               | 14.                                                                        | Cabauw                                                                     | −20,0°C                                                                    | 4 februari 2012                                                            |
| 15.                                                                        | De Bilt                                                                    | 37,5°C                                                                     | 25 juli 2019                                                               | 14.                                                                        | Den Helder                                                                 | −20,0°C                                                                    | 16 februari 1956                                                           |
| 15.                                                                        | Lelystad                                                                   | 37,5°C                                                                     | 25 juli 2019                                                               | 15.                                                                        | Arcen                                                                      | −19,9°C                                                                    | 2 januari 1997                                                             |
| 16.                                                                        | Vlissingen                                                                 | 37,3°C                                                                     | 25 juli 2019                                                               | 16.                                                                        | Hoogeveen                                                                  | −19,7°C                                                                    | 4 maart 2005                                                               |
| 16.                                                                        | Wijk aan Zee                                                               | 37,3°C                                                                     | 19 juli 2022                                                               | 16.                                                                        | Schiphol                                                                   | −19,7°C                                                                    | 17 februari 1956                                                           |
| 17.                                                                        | Rotterdam                                                                  | 37,2°C                                                                     | 25 juli 2019                                                               | 17.                                                                        | Hupsel                                                                     | −19,6°C                                                                    | 2 januari 1997                                                             |
| 18.                                                                        | Cabauw                                                                     | 36,9°C                                                                     | 24 juli 2019                                                               | 18.                                                                        | Nieuw-Beerta                                                               | −19,3°C                                                                    | 4 maart 2005                                                               |
| 18.                                                                        | Eelde                                                                      | 36,9°C                                                                     | 24 juli 2019                                                               | 19.                                                                        | Vlissingen                                                                 | −18,9°C                                                                    | 21 februari 1956                                                           |
| 18.                                                                        | Eelde                                                                      | 36,9°C                                                                     | 25 juli 2019                                                               | 20.                                                                        | Woensdrecht                                                                | −18,8°C                                                                    | 4 februari 2012                                                            |
| 19.                                                                        | Schiphol                                                                   | 36,4°C                                                                     | 26 juli 2019                                                               | 21.                                                                        | Westdorpe                                                                  | −17,8°C                                                                    | 4 februari 2012                                                            |
| 20.                                                                        | Den Helder                                                                 | 36,1°C                                                                     | 19 juli 2022                                                               | 22.                                                                        | Rotterdam                                                                  | −17,1°C                                                                    | 7 januari 1985                                                             |
| 20.                                                                        | Stavoren                                                                   | 36,1°C                                                                     | 25 juli 2019                                                               | 23.                                                                        | Lauwersoog                                                                 | −16,5°C                                                                    | 4 februari 2012                                                            |
| 21.                                                                        | Berkhout                                                                   | 35,7°C                                                                     | 25 juli 2019                                                               | 24.                                                                        | Wijk aan Zee                                                               | −15,9°C                                                                    | 4 februari 2012                                                            |
| 21.                                                                        | Lauwersoog                                                                 | 35,7°C                                                                     | 26 juli 2018                                                               | 25.                                                                        | Vlieland                                                                   | −13,5°C                                                                    | 4 februari 2012                                                            |
| 22.                                                                        | Leeuwarden                                                                 | 34,8°C                                                                     | 26 juli 2018                                                               | 26.                                                                        | Wilhelminadorp                                                             | −13,2°C                                                                    | 2 januari 1997                                                             |
| 22.                                                                        | Leeuwarden                                                                 | 34,8°C                                                                     | 24 juli 2019                                                               | 26.                                                                        | Wilhelminadorp                                                             | −13,2°C                                                                    | 31 januari 2003                                                            |
| 22.                                                                        | Leeuwarden                                                                 | 34,8°C                                                                     | 19 juli 2022                                                               | 27.                                                                        | Hoek van Holland                                                           | −13,0°C                                                                    | 2 januari 1997                                                             |
| 23.                                                                        | Vlieland                                                                   | 33,3°C                                                                     | 27 juli 2018                                                               | 28.                                                                        | Terschelling                                                               | −12,3°C                                                                    | 11 februari 2021                                                           |
| 24.                                                                        | Terschelling                                                               | 33,0°C                                                                     | 26 juli 2018                                                               | 29.                                                                        | Voorschoten                                                                | −11,0°C                                                                    | 11 februari 2021                                                           |

##### Gemiddelde temperatuur van elk jaar sinds 1990
Deze lijst bestaat uit elk jaar sinds 1990, met gemiddelde temperatuur in De Bilt.
- 1990: 10,9
- 1991: 9,6
- 1992: 10,6
- 1993: 9,7
- 1994: 10,6
- 1995: 10,5
- 1996: 8,6
- 1997: 10,3
- 1998: 10,4
- 1999: 10,9
- 2000: 10,9
- 2001: 10,4
- 2002: 10,8
- 2003: 10,4
- 2004: 10,4
- 2005: 10,7
- 2006: 11,2
- 2007: 11,2
- 2008: 10,6
- 2009: 10,5
- 2010: 9,2
- 2011: 10,9
- 2012: 10,4
- 2013: 9,9
- 2014: 11,7
- 2015: 10,9
- 2016: 10,7
- 2017: 11,0
- 2018: 11,4
- 2019: 11,2
- 2020: 11,7
- 2021: 10,5
- 2022: 11,6
- 2023: 11,8
- 2024: 11,8[40]

#### België

##### Top 10 warmste dagen
1. 41,8°C, 25 juli 2019, Begijnendijk
2. 40,2°C, 24 juli 2019, Angleur
3. 40,0°C, 19 juli 2022, Kapelle-op-den-Bos
4. 38,8°C, 27 juni 1947, 27 juli 2018 & 2 juli 2015, Ukkel, Hechtel & Eksel
5. 38,5°C, 7 augustus 2003, Chaumont
6. 38,2°C, 20 augustus 2009, 31 juli 2020 & 8 augustus 2020, Kleine Brogel, Hérinnes & Dilbeek
7. 38,0°C, 12 augustus 2003, Aubange
8. 37,3°C, 10 juli 2010, Kleine Brogel
9. 37,2°C, 8 augustus 2003, Aubange
10. 36,9°C, 19 juli 2006, Crupet

Bron:

##### Top 10 koudste nachten
1. −30,1°C, 20 januari 1940, Lesse
2. −27,2°C, 16 februari 1956, Xhoffraix
3. −26,5°C, 2 februari 1956, Aubange
4. −24,4°C, 27 januari 1942, Kleine Brogel
5. −23,0°C, 14 februari 1929, Pepinster
6. −22,5°C, 3 februari 1917, Plombières
7. −22,4°C, 22 januari 1940, Elsenborn
8. −22.0°C, 8 januari 1985, Mürringen
9. −21,8°C, 2 januari 1997, Elsenborn
10. −21,5°C, 13 februari 1929, Malmedy

#### Luxemburg

##### Top 10 warmste dagen
1. 40,8°C, 25 juli 2019, Steinsel
2. 40,6°C, 12 augustus 2003, Schengen
3. 40,2°C, 8 augustus 2003, Remich
4. 40,1°C, 19 juli 2022, Esch-sur-Alzette
5. 39,7°C, 24 juli 2019, Mersch
6. 39,4°C, 7 augustus 2003, Remich
7. 39,0°C, 9 augustus 2020, Esch-sur-Alzette
8. 38,8°C, 11 augustus 1998, Esch-sur-Alzette
9. 38,6°C, 4 juli 2015, Echternach
10. 38,4°C, 26 juli 2006, Echternach

Bron:

##### Hoogste en laagste temperaturen per maand
Januari:
- 14,4°C, 15 januari 1975, Clemency
- −20,5°C, 1 januari 1979, Oberwampach

Februari: 
- 21,5°C, 27 februari 2019, Käerjeng en Clemency[43]
- −24,6°C, 2 februari 1956, Wiltz

Maart: 
- 23,5°C, 31 maart 2021, Luxemburg Stad
- −17,6°C, 1 maart 2005, Wincrange[44]

April: 
- 29,1°C, 20 april 2018, Remich[45]
- −7,2°C, 5 april 1975, Käerjeng[43]

Mei:
- 32,8°C, 25 mei 2009, Grevenmacher[46]
- −2,7°C, 2 mei 1979, Wincrange[47]

Juni:
- 36,4°C, 18 juni 2022, Grevenmacher[46]
- 0,4°C, 1 juni 1962, Parc Hosingen

Juli:
- 40,8°C, 25 juli 2019, Steinsel
- 3,2°C, 8 juli 1954, Wincrange[44]

Augustus:
- 40,6°C, 12 augustus 2003, Remich
- 0,8°C, 28 augustus 1979, Wincrange[44]

September:
- 34,2°C, 16 september 2020, Grevenmacher[46]
- −1,6°C, 30 september 1957, Wahlhausen

Oktober:
- 27,6°C, 2 oktober 2011, Fischbach
- −6,6°C, 27 oktober 1950, Wilwerwiltz

November:
- 20,0°C, 2 november 2020, Weiler-la-Tour
- −12,5°C, 23 november 1998, Weiswampach

December:
- 15,7°C, 31 december 2022, Luxemburg Stad[48]
- -21,7°C, 24 december 2001, Wincrange[44]

#### Azië
| Land                         | Warmste | Warmste          | Warmste                | Koudste | Koudste          | Koudste            |
| ---------------------------- | ------- | ---------------- | ---------------------- | ------- | ---------------- | ------------------ |
| China                        | 52,2°C  | 16 juli 2023     | Turpan, Xinjiang       | −53,0°C | 22 januari 2023  | Mohe, Heilongjiang |
| India                        | 51,0°C  | 19 mei 2016      | Phalodi, Rajasthan     | −48,0°C | 9 januari 1995   | Dras               |
| Indonesië                    | 40,6°C  | 16 augustus 1997 | Banjarbaru, Kalimantan | −9,0°C  | 24 juni 2019     | Dieng Plateau      |
| Japan                        | 41,1°C  | 17 augustus 2020 | Hamamatsu              | −40,5°C | 1 februari 1991  | Hokkaidō           |
| Nepal                        | 46,4°C  | 16 juni 1995     | Ataria                 | −44,8°C | 28 december 1988 | Sagarmatha         |
| Sri Lanka                    | 37,5°C  | 11 april 2019    | Vavuniya               | −2,6°C  | 14 januari 1929  | Nuwara Eliya       |
| Iran                         | 54,0°C  | 29 juni 2017     | Ahvaz                  | −36,0°C | 2 januari 1972   | Saqqez             |
| Irak                         | 53,9°C  | 22 juli 2016     | Basra                  | −32,4°C | 4 januari 1972   | Kuhe Haji Ebrahim  |
| Israël                       | 54,0°C  | 21 juni 1942     | Tirat Zvi              | −14,2°C | 10 januari 2015  | Merom Golan        |
| Afghanistan                  | 49,9°C  | 6 augustus 2009  | Farah                  | −52,2°C | 26 januari 1964  | Shahrak            |
| Pakistan                     | 54,0°C  | 28 mei 2017      | Turbat                 | −24,0°C | 7 januari 1995   | Skardu             |
| Syrië                        | 49,4°C  | 30 juli 2000     | Al-Hasakah             | −23,0°C | 5 januari 1951   | Idlib              |
| Filipijnen                   | 42,2°C  | 11 mei 1969      | Cagayan                | 6,2°C   | 20 januari 2000  | Bagui              |
| Singapore                    | 37,0°C  | 17 april 1983    | Tengah                 | 19,0°C  | 14 februari 1989 | Paya Lebar         |
| Zuid-Korea                   | 41,0°C  | 1 augustus 2018  | Hongcheon              | −32,6°C | 5 januari 1981   | Yangpyeong         |
| Taiwan                       | 41,6°C  | 21 augustus 2022 | Fuyuan                 | −18,4°C | 31 januari 1970  | Yushan             |
| Thailand                     | 45,4°C  | 15 april 2023    | Tak                    | −1,4°C  | 2 januari 1974   | Sakon Nakhon       |
| Vietnam                      | 44,1°C  | 7 mei 2023       | Thanh Hóa              | −6,1°C  | 4 januari 1974   | Sa Pa              |
| Myanmar                      | 47,2°C  | 14 mei 2010      | Myinmu                 | −6,0°C  | 30 december 1990 | Hakha              |
| Verenigde Arabische Emiraten | 52,1°C  | 9 juli 2002      | Dubai                  | −5,4°C  | 3 februari 2017  | Jebel Jais         |
| Jordanië                     | 50,0°C  | 6 september 2002 | Amman                  | −16,0°C | 15 december 2013 | Shoubak            |
| Kazachstan                   | 50,0°C  | 4 juli 1911      | Atyrau                 | −57,0°C | (datum onbekend) | Atbasar            |
| Mongolië                     | 44,0°C  | 24 juli 1999     | Khongor, Darhan-Uul    | −55,3°C | 31 december 1976 | Züüngovi, Uvs      |

#### Afrika
| Land        | Warmste | Warmste          | Warmste             | Koudste | Koudste             | Koudste           |
| ----------- | ------- | ---------------- | ------------------- | ------- | ------------------- | ----------------- |
| Egypte      | 50,9°C  | 7 juni 2024      | Aswan               | −18,0°C | (datum niet bekend) | Gabal Katrina     |
| Marokko     | 50,4°C  | 11 augustus 2023 | Agadir              | −23,9°C | 11 februari 1935    | Ifrane            |
| Soedan      | 49,7°C  | 25 juni 2010     | Dongola             | −1,0°C  | 31 december 1961    | Zalingei          |
| Zuid-Afrika | 50,0°C  | 3 november 1918  | Dunbrody, Oost-Kaap | −20,1°C | 23 augustus 2013    | Molteno           |
| Oeganda     | 38,5°C  | 20 februari 2005 | Kitgum              | 8,8°C   | 20 september 1982   | Kampala           |
| Réunion     | 36,9°C  | 6 maart 2004     | Le Port             | −5,0°C  | 10 september 1975   | Gite de Bellecome |
| Algerije    | 51,3°C  | 2 september 1979 | El Bayadh           | −13,8°C | 28 januari 2005     | Mécheria          |
| Algerije    | 51,3°C  | 5 juli 2018      | Ouargla             | −13,8°C | 28 januari 2005     | Mécheria          |
| Comoren     | 36,2°C  | 12 maart 2024    | Hahaya              | 17,8°C  | 2 juni 2014         | Moroni            |
| Gabon       | 36,8°C  | 19 maart 2022    | Libreville          | 18,0°C  | 24 september 1984   | Pana              |

#### Zuid-Amerika
| Land       | Warmste | Warmste          | Warmste          | Koudste | Koudste      | Koudste   |
| ---------- | ------- | ---------------- | ---------------- | ------- | ------------ | --------- |
| Argentinië | 48,9°C  | 11 december 1905 | Rivadavia        | −32,8°C | 1 juni 1907  | Sarmiento |
| Brazilië   | 44,8°C  | 5 november 2020  | Nova Maringá     | −14,0°C | 11 juni 1952 | Caçador   |
| Chili      | 44,9°C  | 26 januari 2017  | Quillón          | −28,5°C | 16 juni 1958 | Balmaceda |
| Peru       | 39,8°C  | 6 maart 2016     | Lancones         | −25,2°C | 30 juni 1966 | Mazo Cruz |
| Uruguay    | 44,0°C  | 14 januari 2022  | Florida, Uruguay | −11,0°C | 14 juni 1967 | Melo      |

#### Noord-Amerika
| Land             | Warmste | Warmste      | Warmste      | Koudste | Koudste          | Koudste            |
| ---------------- | ------- | ------------ | ------------ | ------- | ---------------- | ------------------ |
| Mexico           | 52,0°C  | 28 juli 1995 | Mexicali     | −25,1°C | 27 december 1997 | Madera             |
| Mexico           | 52,0°C  | 20 juni 2024 | Tepache      | −25,1°C | 27 december 1997 | Madera             |
| Canada           | 49,6°C  | 29 juni 2021 | Lytton       | −63,0°C | 3 februari 1947  | Snag, Yukon        |
| Groenland        | 30,1°C  | 23 juni 2015 | Ivittuut     | −69,6°C | 22 december 1991 | Klinck Weerstation |
| Verenigde Staten | 56,7°C  | 10 juli 1913 | Death Valley | −62,2°C | 23 januari 1971  | Prospect Creek     |

#### Oceanië
| Land          | Warmste | Warmste         | Warmste    | Koudste | Koudste      | Koudste        |
| ------------- | ------- | --------------- | ---------- | ------- | ------------ | -------------- |
| Australië     | 50,7°C  | 2 januari 1960  | Oodnadatta | −23,0°C | 29 juni 1994 | Charlotte Pass |
| Australië     | 50,7°C  | 7 januari 1906  | Mildura    | −23,0°C | 29 juni 1994 | Charlotte Pass |
| Australië     | 50,7°C  | 12 januari 2022 | Onslow     | −23,0°C | 29 juni 1994 | Charlotte Pass |
| Nieuw-Zeeland | 42,4°C  | 7 februari 1973 | Rangiora   | −25,6°C | 17 juli 1903 | Ranfurly       |
| Fiji          | 40,0°C  | 13 maart 2024   | Rotuma     | 12,3°C  | januari 2010 | Nausori        |

## Neerslag

### Wereldwijd
- Meeste neerslag in een jaar: 26470 mm in Cherrapunji, India
- Meeste neerslag in een etmaal: 1825 mm in Foc-Foc, Réunion
- Meeste neerslag in een uur: 305 mm in Holt, Missouri, Verenigde Staten
- Meeste neerslag in een minuut: 38 mm in Barot, Guadeloupe
- Meeste sneeuw in een jaar: 31,1 meter in Mount Rainier, Verenigde Staten
- Meeste neerslag op een dag op aarde: 1111 mm op Mount Rainier, Verenigde Staten

### Europese records
| België              | 179,0 mm | 14 juli 2021      | Stavelot.                   |
| Nederland           | 208 mm   | 3 augustus 1948   | Voorthuizen                 |
| Luxemburg           | 105,8 mm | 14 juli 2021      | Godbrange, bij Junglinster. |
| Duitsland           | 312,0 mm | 13 augustus 2002  | Altenberg                   |
| Frankrijk           | 500,2 mm | 3 oktober 2020    | Saint-Martin-Vésubie        |
| Denemarken          | 168,9 mm | 9 juli 1931       | Marstal                     |
| Verenigd Koninkrijk | 341,4 mm | 5 december 2015   | Honister Pass               |
| Ierland             | 243,5 mm | 18 september 1993 | Cloonee Lake, County Kerry  |
| Zwitserland         | 455,0 mm | 26 augustus 1935  | Camedo, Centovalli          |
| Oostenrijk          | 323,2 mm | 5 juli 1947       | Semmering                   |
| Italië              | 880 mm   | 5 oktober 2021    | Genua                       |
| Spanje              | 260,9 mm | 3 mei 2022        | Valencia                    |
| Polen               | 118,6 mm | 26 juni 2011      |                             |
| Tsjechië            | 123,7 mm | 12 augustus 2008  |                             |
| Hongarije           | 121,0 mm | 7 augustus 2007   |                             |
| Zweden              | 198,0 mm | 28 juli 1997      | Fagerheden, Norrbotten      |
| Noorwegen           | 229,6 mm | 26 november 1940  | Indre Matre, Hordaland      |
| IJsland             | 110,8 mm | 8 september 1922  |                             |
| Griekenland         | 70,7 mm  | 14 september 2009 |                             |
| Portugal            | 114,0 mm | 23 mei 1987       |                             |
| Turkije             | 246,6 mm | 18 juli 200       |                             |

### Nederland

#### Top 10 natste dagen
1. 142,3 mm, 26 augustus 2010, Hupsel
2. 131,6 mm, 28 juli 2014, Vliegbasis Deelen
3. 115,6 mm, 2 juni 2003, Marknesse
4. 107,7 mm, 19 september 2001, Hoek van Holland
5. 101,4 mm, 23 juni 1975, Rotterdam
6. 99,1 mm, 28 juni 2011, Herwijnen
7. 92,0 mm, 22 augustus 2021, Stavoren
8. 90.2 mm, 5 oktober 2008, De Kooy
9. 87,9 mm, 25 november 2005, Vliegbasis Deelen
10. 87,9 mm, 18 juni 2021, Wijk aan Zee

#### Natste dag van elke maand
| Januari   | 45,4 mm  | 12 januari 2023   | Herwijnen         |
| Februari  | 53,9 mm  | 8 februari 1946   | De Bilt           |
| Maart     | 39,1 mm  | 22 maart 1946     | De Bilt           |
| April     | 64,2 mm  | 27 april 1983     | Gilze-Rijen       |
| Mei       | 68,0 mm  | 30 mei 2016       | Volkel            |
| Juni      | 115,6 mm | 2 juni 2003       | Marknesse         |
| Juli      | 131,6 mm | 28 juli 2014      | Vliegbasis Deelen |
| Augustus  | 142,3 mm | 26 augustus 2010  | Hupsel            |
| September | 107,7 mm | 19 september 2001 | Hoek van Holland  |
| Oktober   | 90,2 mm  | 5 oktober 2008    | De Kooy           |
| November  | 87,9 mm  | 25 november 2005  | Vliegbasis Deelen |
| December  | 73,3 mm  | 3 december 1960   | De Kooy           |

### Luxemburg

#### Top 10 natste dagen
1. 126,4 mm, 14 juli 2021, Mertert
2. 100,8 mm, 22 juli 2016, Steinfort
3. 96,8 mm, 9 juli 2014, Goesdorf
4. 90,5 mm, 21 juli 2016, Junglinster
5. 87,6 mm, 29 juli 2005, Christnach
6. 84,0 mm, 18 juni 1966, Wahl
7. 80,8 mm, 8 augustus 2014, Wilwerwiltz
8. 76,0 mm, 16 september 1986, Oberwampach
9. 70,7 mm, 20 juni 2013, Stadtbredimus
10. 69,6 mm, 1 juni 2016, Sandweiler

## Wind

### Wereldwijd
- Hardste windstoot ooit geregistreerd: 484 kilometer per uur in Oklahoma City, Verenigde Staten
- Hardste windstoot in België: 168 kilometer per uur op 25 januari 1990 in Bevekom
- Hardste windstoot in Nederland: 202 kilometer per uur op 5 november 1948 op Vlieland
- Hardste windstoot in Luxemburg: 176 kilometer per uur op 8 december 2006 in Goesdorf
- Hardste windstoot in Duitsland: 335 kilometer per uur op 12 juni 1985 bij de Zugspitze.[71]
- Hardste windstoot in Denemarken: 194 kilometer per uur op 28 oktober 2013 in Sønderborg
- Hardste windstoot in het Verenigd Koninkrijk: 196 kilometer per uur op 18 februari 2022 op Isle of Wight
- Hardste windstoot in Zwitserland: 268 kilometer per uur op 27 februari 1990 bij de Grote Sint-Bernhardpas.[76]

### Nederland

#### Hardste windstoten gemeten tijdens een storm
Lijst van hardste windstoten ooit gemeten in Nederland tijdens een (zware) storm.
- 48 m/s (173 km/u), 25 november 2005, Hoek van Holland
- 48 m/s (173 km/u), 3 januari 2012, IJmuiden
- 44 m/s (158 km/u), 25 januari 1990, IJmuiden
- 44 m/s (158 km/u), 28 december 2001, IJmuiden
- 42 m/s (151 km/u), 28 oktober 2013, Vlieland & Lauwersoog
- 41 m/s (148 km/u), 27 oktober 2002, Vlissingen
- 41 m/s (148 km/u), 5 juli 2023, IJmuiden
- 41 m/s (148 km/u), 26 februari 1990, De Kooy
- 40 m/s (144 km/u), 27 november 1983, Vlissingen
- 40 m/s (144 km/u), 19 februari 1997, Vlissingen
- 40 m/s (144 km/u), 18 januari 2018, Hoek van Holland
- 40 m/s (144 km/u), 18 februari 2022, Cabauw

## Recente weerrecords (2020-heden)

### Nederland
- Jaar 2024: Evenaring van het recordwarme jaar 2023. Met een gemiddelde temperatuur van 11,8°C tegen 10,5°C normaal was 2024 samen met 2023 het warmste jaar sinds het begin van de metingen in 1901.[84]
- 5 december 2024: record natte 5 december, in Wilhelminadorp viel 25,8 millimeter neerslag.[85]
- 24 november 2024: record zachte 24 november, in Ell werd het 19,1°C.[86]
- 21 november 2024: record natte 21 november, in Nieuw-Beerta viel 34,7 millimeter neerslag.[87]
- 20 november 2024: record natte 20 november, in Eindhoven viel 29,4 millimeter neerslag.[88]
- 25 oktober 2024: record zachte 25 oktober, in Westdorpe werd het 20,3°C.[89]
- 2 september 2024: record natte 2 september, in Heino viel 49,5 millimeter neerslag.[90]
- 1 september 2024: record warme 1 september, in Maastricht werd het 32,3°C.[91]
- 13 augustus 2024: record warme 13 augustus, in Nieuw-Beerta werd het 34,9°C.[92]
- 23 juli 2024: record natte 23 juli, in Gilze-Rijen viel 47,8 millimeter neerslag.[93]
- 21 juli 2024: record natte 21 juli, in Twenthe viel 64,2 millimeter neerslag.[94]
- 12 juli 2024: record natte 12 juli, in Maastricht viel 63,6 millimeter neerslag.[95]
- 10 juni 2024: record natte 10 juni, in Eelde viel 46,6 millimeter neerslag.[96]
- Mei 2024: record natte meimaand, gemiddeld over het land viel 127 millimeter neerslag, normaal is dat 55 millimeter.[97] In Maastricht was ‘t het natst met 194 millimeter.[98]
- 20 mei 2024: record natte 20 mei, in Lauwersoog viel 48,3 millimeter neerslag.[99]
- 16 mei 2024: record natte 16 mei, in Vlissingen viel 33,1 millimeter neerslag.[100]
- 2 mei 2024: record natte 2 mei, in Maastricht viel 44,7 millimeter neerslag.[101]
- 6 april 2024: record warme 6 april, in Arcen werd het 25,7°C.[102]
- Maart 2024: record zachte maartmaand, met een gemiddelde temperatuur van 9,0°C tegen normaal 6,5°C was het de zachtste maart sinds het begin van de metingen in 1901.[103]
- Februari 2024: record zachte februarimaand, met een gemiddelde temperatuur van 8,2°C tegen normaal 3,9°C was het de zachtste februari sinds het begin van de metingen in 1901.[104]
- 18 februari 2024: record natte 18 februari, op Terschelling viel 32,3 millimeter neerslag.[105]
- 15 februari 2024: record zachte 15 februari, in Woensdrecht werd het 18,0°C.[106]
- Jaar 2023: zowel recordwarm als recordnat jaar. Met een gemiddelde temperatuur van 11,8°C tegen 10,5°C was 2023 het warmste jaar sinds het begin van de metingen in 1901. Gemiddeld viel op de KNMI-weerstations 1060 millimeter neerslag tegen 795 millimeter normaal. In Deelen was 't het natst met 1273 millimeter neerslag, ruim 400 millimeter neerslag meer dan normaal.[107]
- 24 december 2023: record natte 24 december, in Gilze-Rijen viel 26,9 millimeter neerslag.[108]
- November 2023: record natte novembermaand, gemiddeld over het land viel 180 millimeter, normaal is dat 82 millimeter.[109] In Berkhout was 't het natst met 207 millimeter neerslag.[110]
- 2 november 2023: record natte 2 november, in Hoek van Holland viel 28,8 millimeter neerslag.[111]
- Oktober 2023: record natte oktobermaand, gemiddeld over het land viel 150 millimeter neerslag, normaal is dat 75 millimeter. In De Bilt was 't het natst met 220 millimeter neerslag.[112]
- 20 oktober 2023: record natte 20 oktober, in Eindhoven viel 45,7 millimeter neerslag.[113]
- 21 september 2023: record natte 21 september, in Wilhelminadorp viel 33,8 millimeter neerslag.[114]
- 18 september 2023: record natte 18 september, in Stavoren viel 28,3 millimeter neerslag.[115]
- 10 september 2023: record warme 10 september, in Eindhoven & Ell werd het 32,2°C.[116]
- 9 september 2023: record warme 9 september, in Westdorpe werd het 31,0°C.[117]
- 25 augustus 2023: record natte 25 augustus, in Maastricht viel 50,6 millimeter neerslag.[118]
- 6 augustus 2023: record koude 6 augustus, in Maastricht werd het maar 14,4°C.[119]
- 8 juli 2023: record warme 8 juli, in Eindhoven werd het 34,6°C.[120]
- 5 juli 2023: zwaarste zomerstorm ooit gemeten in Nederland, Storm Poly.[121]
- Juni 2023: record warme junimaand, met een gemiddelde temperatuur van 19,4°C tegen normaal 16,2°C was het de warmste juni sinds het begin van de metingen in 1901.[122]
- 12 juni 2023: record warme 12 juni, in Gilze-Rijen werd het 31,8°C.[123]
- 11 juni 2023: record warme 11 juni, in Gilze-Rijen en Hoek van Holland werd het 32,3°C.[124]
- 10 mei 2023: record natte 10 mei, in Eindhoven viel 26 millimeter neerslag.[125]
- 23 april 2023: record natte 23 april, in Hoek van Holland viel 32 millimeter neerslag.[126]
- 10 maart 2023: record natte 10 maart, in Twente viel 25,5 millimeter neerslag.[127]
- 12 januari 2023: record natte 12 januari, in Herwijnen viel 45,4 millimeter neerslag.[128]
- 4 januari 2023: record natte 4 januari, in Stavoren viel 24 millimeter neerslag.[129]
- 1 januari 2023: record zachte 1 januari, in Eindhoven werd het 16,9°C.[130]
- 31 december 2022: record zachte 31 december, in Arcen & Ell werd het 17,6°C.[131]
- 29 oktober 2022: record zachte 29 oktober, in Eindhoven werd het 24,6°C.[132]
- 28 oktober 2022: record zachte 28 oktober, in Maastricht werd het 23,5°C.[133]
- 28 september 2022: record natte 28 september, in Volkel viel 35,1 millimeter neerslag.[134]
- 18 september 2022: record natte 18 september, in Eelde viel 27,2 millimeter neerslag.[135]
- Augustus 2022: op meerdere weerstations in het zuiden was het de warmste augustus sinds het begin van de waarnemingen.[136]
- 25 augustus 2022: record warme 25 augustus, in Gilze-Rijen werd het 34,2°C.[137]
- 24 augustus 2022: record warme 24 augustus, in Arcen werd het 33,5°C.[138]
- 14 augustus 2022: record warme 14 augustus, in Gilze-Rijen werd het 33,4°C.[139]
- 19 juli 2022: record warme 19 juli, in Maastricht werd het 39.5°C.[140]
- 18 juli 2022: record warme 18 juli, in Westdorpe werd het 35,4°C.[141]
- 23 juni 2022: record warme 23 juni, in Hupsel werd het 32,9°C.[142]
- 5 juni 2023: record natte 5 juni, in Herwijnen viel 56,4 millimeter neerslag.[143]
- 19 mei 2022: record natte 19 mei, in Cabauw viel 37,6 millimeter neerslag.[144]
- 19 mei 2022: record warme 19 mei, in Maastricht werd het 31,3°C.[145]
- 18 mei 2022: record warme 18 mei, in Arcen werd het 30,2°C.[146]
- Maart 2022: recordzonnige en -droge maartmaand, in De Bilt scheen de zon 260 uur, tegen normaal 140 uur. Ook viel er in De Bilt slechts 14 millimeter neerslag, tegen normaal 58 millimeter.
- 31 maart 2022: record natte 31 maart, in Deelen viel 26,7 millimeter neerslag.[147]
- 20 februari 2022: record natte 20 februari, in Deelen viel 38,9 millimeter neerslag.[148]
- 6 februari 2022: record natte 6 februari, in Deelen viel 38,4 millimeter neerslag.[149]
- 2 januari 2022: record zachte 2 januari, in Westdorpe werd het 14,5°C.[150]
- 30 december 2021: record zachte 30 december, in Eindhoven werd het 15,5°C.[151]
- 21 oktober 2021: record natte 21 oktober, in Wijk aan Zee viel 48,2 millimeter neerslag.[152]
- 22 augustus 2021: record natte 22 augustus, in Stavoren viel 92,0 millimeter neerslag.[153]
- 29 juni 2021: record natte 29 juni, in Maastricht viel 87,2 millimeter neerslag.[154]
- 21 juni 2021: record natte 21 juni, in Twenthe viel 46,9 millimeter neerslag.[155]
- 20 juni 2021: record natte 20 juni, op Terschelling viel 42,9 millimeter neerslag.[156]
- 18 juni 2021: record natte 18 juni, in Wijk aan Zee viel 87,9 millimeter neerslag.[157]
- 17 juni 2021: record warme 17 juni, in Hupsel werd het 34,0°C.[158]
- 3 juni 2021: record natte 3 juni, in Deelen viel 68,5 millimeter neerslag.[159]
- 29 april 2021: record natte 29 april, in Lelystad viel 54,2 millimeter neerslag.[160]
- 31 maart 2021: record zachte 31 maart, in Arcen werd het 26,1°C.[161]
- 30 maart 2021: record zachte 30 maart, in Woensdrecht werd het 23,9°C.[162]
- 4 maart 2021: record natte 4 maart, in Maastricht viel 23,8 millimeter neerslag.[163]
- 24 februari 2021: record zachte 24 februari, in Arcen werd het 19,8°C.[164]
- 23 februari 2021: record zachte 23 februari, in Eindhoven werd het 19,3°C.[165]
- 22 februari 2021: record zachte 22 februari, in Maastricht werd het 18,2°C.[166]
- 21 februari 2021: record zachte 21 februari, in Eindhoven werd het 18,5°C.[167]
- 22 december 2020: record zachte 22 december, in Arcen werd het 14,7°C.[168]
- 14 november 2020: record zachte 14 november, in Ell werd het 16,2°C.[169]
- 9 november 2020: record zachte 9 november, in Eindhoven werd het 18,2°C.[170]
- 2 november 2020: record zachte 2 november, in Arcen werd het 20,4°C.[171]
- 26 september 2020: record natte 26 september, in Wilhelminadorp viel 77,0 millimeter neerslag.[172]
- 15 september 2020: record warme 15 september, in Gilze-Rijen werd het 35,1°C. Dit was tevens de hoogste temperatuur ergens in Nederland in september sinds 1901.[173]
- 9 augustus t/m 15 augustus 2020: recordaantal hoge minimumtemperaturen, op deze 7 dagen schommelden de minimumtemperaturen tussen de 18,4 en 21,5 °C, met een weekgemiddelde van 19,7 ºC. Het vorige record uit 2014 stond op 18,1°C.[174]
- 6 t/m 13 augustus 2020: recordaantal tropische dagen op rij, in De Bilt lag de maximumtemperatuur 8 dagen op rij boven de tropische waarde van 30,0°C. Ook de weekgemiddelde maximumtemperatuur lag recordhoog en bedroeg 33,2°C, het oude record uit 1975 bedroeg 31,0°C.[174]
- 11 augustus 2020: record warme 11 augustus, in Arcen werd het 36,2°C.[175]
- 10 augustus 2020: record warme 10 augustus, in Arcen werd het 35,2°C.[176]
- 9 augustus 2020: record warme 9 augustus, in Gilze-Rijen werd het 35,3°C.[177]
- 31 juli 2020: record warme 31 juli, in Westdorpe werd het 36,7°C.[178]
- 9 juli 2020: record koude 9 juli, op Vlieland werd het maar 13,7°C.[179]
- 26 juni 2020: record natte 26 juni, in Volkel viel 85,8 millimeter neerslag.[180]
- 17 juni 2020: record natte 17 juni, in Vlissingen viel 78,0 millimeter neerslag.[181]
- 16 juni 2020: record natte 16 juni, in Voorschoten viel 40,5 millimeter neerslag.[182]
- 12 april 2020: record warme 12 april, in Arcen & Eindhoven werd het 24,8°C.[183]
- 8 april 2020: record warme 8 april, in Eindhoven werd het 25,5°C.[184]
- 5 maart 2020: record natte 5 maart, in Wilhelminadorp viel 24,8 millimeter neerslag.[185]
- Februari 2020: recordnatte februarimaand, gemiddeld over het land viel 147 millimeter neerslag, normaal is dat 55 millimeter. In De Bilt was het 't natst met 157 millimeter neerslag.[186]
- 26 februari 2020: record natte 26 februari, in Westdorpe viel 22,1 millimeter neerslag.[187]
- 24 februari 2020: record natte 24 februari, in Eelde viel 21,8 millimeter neerslag.[188]
- 23 februari 2020: record natte 23 februari, in De Bilt viel 31,7 millimeter neerslag.[189]
- 16 februari 2020: record zachte én natte 16 februari, in Arcen werd het 18,3°C[190] en in Berkhout viel 37,4 millimeter neerslag.[191]
- 9 februari 2020: record natte 9 februari, in Lauwersoog viel 28,7 millimeter neerslag.[192]